# Вернел (Юта)
Вернел (англ. Vernal) — місто (англ. city) в США, в окрузі Юїнта штату Юта. Населення — 10 079 осіб (2020).

## Географія
Вернел розташований за координатами 40°27′6″ пн. ш. 109°32′17″ зх. д. / 40.45167° пн. ш. 109.53806° зх. д. (40.451704, -109.537960).  За даними Бюро перепису населення США в 2010 році місто мало площу 11,95 км², уся площа — суходіл.

### Клімат
| Клімат : Вернел         | Клімат : Вернел | Клімат : Вернел | Клімат : Вернел | Клімат : Вернел | Клімат : Вернел | Клімат : Вернел | Клімат : Вернел | Клімат : Вернел | Клімат : Вернел | Клімат : Вернел | Клімат : Вернел | Клімат : Вернел | Клімат : Вернел |
| Показник                | Січ.            | Лют.            | Бер.            | Квіт.           | Трав.           | Черв.           | Лип.            | Серп.           | Вер.            | Жовт.           | Лист.           | Груд.           | Рік             |
| Абсолютний максимум, °C | 16,1            | 17,8            | 26,1            | 29,4            | 41,1            | 41,1            | 39,4            | 38,9            | 36,1            | 31,7            | 22,2            | 18,3            | 41,1            |
| Середній максимум, °C   | −0,8            | 3,3             | 11,4            | 16,8            | 22,1            | 27,9            | 31,8            | 30,5            | 24,9            | 16,9            | 7,9             | 0,2             | 16,1            |
| Середній мінімум, °C    | −13,1           | −9,7            | −3,6            | 0,4             | 4,8             | 8,9             | 12,3            | 11,6            | 6,7             | 0,9             | −5,4            | −11,5           | 0,2             |
| Абсолютний мінімум, °C  | −38,9           | −38,9           | −27,8           | −20,6           | −11,1           | −4,4            | −3,9            | 0,0             | −7,2            | −14,4           | −26,7           | −35,6           | −38,9           |
| Норма опадів, мм        | 12              | 13              | 18              | 21              | 22              | 20              | 16              | 19              | 28              | 35              | 15              | 15              | 234             |
| ----------------------- | --------------- | --------------- | --------------- | --------------- | --------------- | --------------- | --------------- | --------------- | --------------- | --------------- | --------------- | --------------- | --------------- |
| Джерело: NOAA           |                 |                 |                 |                 |                 |                 |                 |                 |                 |                 |                 |                 |                 |

## Демографія
Згідно з переписом 2010 року, у місті мешкало 9089 осіб у 3193 домогосподарствах у складі 2227 родин. Густота населення становила 761 особа/км².  Було 3659 помешкань (306/км²).
Расовий склад населення:
| - 89,6 % — білих - 2,2 % — корінних американців - 0,7 % — азіатів - 0,5 % — чорних або афроамериканців - 0,3 % — вихідців з тихоокеанських островів - 4,0 % — осіб інших рас |

До двох чи більше рас належало 2,6 %. Частка іспаномовних становила 11,8 % від усіх жителів.
За віковим діапазоном населення розподілялося таким чином: 31,4 % — особи молодші 18 років, 58,7 % — особи у віці 18—64 років, 9,9 % — особи у віці 65 років та старші. Медіана віку мешканця становила 27,9 року. На 100 осіб жіночої статі у місті припадало 103,4 чоловіків;  на 100 жінок у віці від 18 років та старших — 100,3 чоловіків також старших 18 років.
Середній дохід на одне домашнє господарство  становив 70 490 доларів США (медіана — 56 563), а середній дохід на одну сім'ю — 72 273 долари (медіана — 64 144). Медіана доходів становила 60 654 долари для чоловіків та 31 235 доларів для жінок. За межею бідності перебувало 12,0 % осіб, у тому числі 12,8 % дітей у віці до 18 років та 7,1 % осіб у віці 65 років та старших.
Цивільне працевлаштоване населення становило 4641 особа. Основні галузі зайнятості: сільське господарство, лісництво, риболовля — 17,9 %, роздрібна торгівля — 16,3 %, освіта, охорона здоров'я та соціальна допомога — 15,1 %.

## Персоналії
- Джеймс Вудс (*1947) — американський актор.